# 松本俊彦
松本 俊彦（まつもと としひこ）は、日本の精神科医・研究者。学位は、博士（医学）。薬物依存症の治療プログラムSMARPPの開発と普及に関する研究、自傷行為の臨床研究、心理学的剖検の手法を用いた自殺の実態解明に関する研究を行う。
薬物依存症患者の治療経験から日本の薬物政策には批判的であり、「人間とは薬物を使う動物である」という持論から日本版のハーム・リダクションを提唱している。

## 来歴
- 1993年 - 佐賀医科大学医学部医学科卒業。横浜市立大学附属病院研修医。
- 1995年 - 国立横浜病院精神科シニアレジデント。
- 1996年 - 神奈川県立精神医療センター芹香病院・せりがや病院医員。
- 2000年 - 横浜市立大学医学部附属病院精神科助手。
- 2003年 - 博士（医学）（横浜市立大学）[2]。横浜市立大学医学部精神医学教室医局長。
- 2004年 - 国立精神・神経センター精神保健研究所司法精神医学研究部専門医療・社会復帰研究室長。
- 2007年 - 国立精神・神経センター精神保健研究所自殺予防総合対策センター自殺実態分析室長。
- 2008年 - 国立精神・神経センター精神保健研究所薬物依存研究部室長(併任)。
- 2010年 - 国立精神・神経医療研究センター精神保健研究所自殺予防総合対策センター副センター長。
- 2015年 - 国立精神・神経医療研究センター精神保健研究所薬物依存研究部部長。
- 2017年 - 国立精神・神経医療研究センター病院 薬物依存症センター センター長併任[1][4]。

## 著書

### 単著
- 『薬物依存の理解と援助―「故意に自分の健康を害する」症候群』金剛出版、2005年10月。ISBN 9784772408882。
- 『自傷行為の理解と援助 —「故意に自分の健康を害する」若者たち』日本評論社、2009年8月。ISBN 9784535562806。
- 『アディクションとしての自傷 —「故意に自分の健康を害する」行動の精神病理』星和書店、2011年1月。ISBN 9784791107582。
- 『薬物依存とアディクション精神医学』金剛出版、2012年2月。ISBN 9784772412391。
- 『自傷・自殺する子どもたち』合同出版、2014年3月。ISBN 9784772611459。
- 『アルコールとうつ・自殺―「死のトライアングル」を防ぐために』岩波書店、2014年5月。ISBN 9784002708973。
- 『自分を傷つけずにはいられない 自傷から回復するためのヒント』講談社、2015年2月。ISBN 9784062193160。
- 『もしも「死にたい」と言われたら 自殺リスクの評価と対応』中外医学社、2015年6月。ISBN 9784498129740。
- 『よくわかるSMARPP:あなたにもできる薬物依存者支援』金剛出版、2016年2月。ISBN 9784772414746。
- 『薬物依存臨床の焦点』金剛出版、2016年6月。ISBN 9784772414968。
- 『薬物依存症』筑摩書房〈ちくま新書〉、2018年9月。ISBN 9784480071729。
- 『誰がために医師はいる――クスリとヒトの現代論』みすず書房、2021年4月。ISBN 9784622089926。
- 『世界一やさしい依存症入門 やめられないのは誰かのせい？』河出書房新社、2021年。ISBN 978-4-309-61734-3
- 『身近な薬物のはなし タバコ・カフェイン・酒・くすり』岩波書店、2025年。ISBN 9784000249003。

### 共著
- 松本俊彦、今村扶美『SMARPP-24 物質使用障害治療プログラム』金剛出版、2015年6月。ISBN 9784772414302。
- 松本俊彦、古藤吾郎、上岡陽江『ハームリダクションとは何か 薬物問題に対する,あるひとつの社会的選択』中外医学社、2017年8月。ISBN 9784498129948。
- 岩室紳也、松本俊彦、安藤晴敏『つながりから考える薬物依存症―安心して失敗を語れる絆・居場所づくり』大修館書店、2018年7月。ISBN 9784469268508。

### 編著
- 『中高生のためのメンタル系サバイバルガイド』日本評論社、2012年7月。ISBN 9784535904286。
- 井原裕、松本俊彦 他(編)『こころの科学増刊 くすりにたよらない精神医学』日本評論社、2013年。ISBN 9784535904309。
- 『大学生のためのメンタルヘルスガイド:悩む人、助けたい人、知りたい人へ』大月書店、2016年7月。ISBN 9784272412358。
- 『臨床心理学増刊第8号―やさしいみんなのアディクション』金剛出版、2016年8月。ISBN 9784772415040。
- 『中高生からのライフ&セックス サバイバルガイド』日本評論社、2016年8月。ISBN 9784535904408。
- 『私はこうしてサバイバルした メンタル系サバイバルシリーズ』日本評論社、2017年8月。ISBN 9784535904439。
- 『「助けて」が言えない SOSを出さない人に支援者は何ができるか』日本評論社、2019年7月。ISBN 9784535563797。
- 『物質使用障害の治療―多様なニーズに応える治療・回復支援』金剛出版、2020年2月。ISBN 9784772417471。
- 『アディクション・スタディーズ - 薬物依存症を捉えなおす13章』日本評論社、2020年7月。ISBN 9784535984905。
- 『「死にたい」に現場で向き合う 自殺予防の最前線』日本評論社、2021年2月。ISBN 9784535564039。

### 監修
- 『自傷・自殺のことがわかる本 自分を傷つけない生き方のレッスン(健康ライブラリーイラスト版)』講談社、2018年2月。ISBN 9784062598217。
- 『自分を傷つけてしまう人のためのレスキューガイド』-法研、2018年2月。ISBN 9784865134377。

## 出演
- ビデオニュース・ドットコム（2019年12月7日）
- デモクラシータイムス（YouTube、2024年6月6日）